# Белжец
Ла́герь «Бе́лжец» (нем. Belzec, пол. Bełżec) — нацистский концентрационный лагерь и лагерь смерти, существовавший в 1942—1943 годах на юго-востоке Люблинского воеводства около одноимённого села Белжец в Польше.

## История
Деревня Белжец известна с 1515 года. Перед Второй мировой войной из 2000 жителей чуть более 100 были евреями. После раздела Польши между нацистской Германией и Советским Союзом в 1939 г. нацисты сделали в Белжеце рабочий концентрационный лагерь. К августу 1940 года в лагере было около 11 тыс. заключённых — цыган, евреев и других национальностей из Радома, Люблина, Варшавы, и их окрестностей. В их задачу входило сооружение противотанкового вала на немецкой стороне линии противостояния германской и советской армий.
В ноябре 1941 года силами польских и еврейских рабочих началось строительство лагеря смерти. К февралю 1942 года было завершено строительство основных объектов лагеря (в том числе барака с тремя газовыми камерами) в полукилометре от станции Белжец, недалеко от боковой ветки железной дороги, соединяющей Люблин и Львов. В начале марта 1942 года были завершены испытания газовых камер, во время которых было уничтожено несколько групп евреев из соседнего местечка Любыча-Крулевская, и евреев, строивших лагерь. В марте 1942 года лагерь уничтожения в Белжеце работал на полную мощность. Уже в течение марта в газовых камерах Белжеца были уничтожены около 80 000 евреев из гетто Люблина, Львова и других районов Восточной Галиции, которых доставляли по пять эшелонов в день.
Лагерь функционировал только до 1943 года (с двумя месячными перерывами: с апреля по май и с июня по июль). За этот срок в Белжеце погибло около 600 000 евреев и несколько сотен цыган.

## Уничтожение заключённых
Система уничтожения в Белжеце была сходна с остальными лагерями смерти (Майданек, Освенцим, Собибор, Треблинка).
1. Селекция — отделяли мужчин от женщин и детей.
2. Людям говорили, что они прибыли в транзитный лагерь, откуда их переправят в рабочие лагеря, и что в целях гигиены им следует раздеться догола и надлежит пройти дезинфекцию и принять душ (вывеска на газовых камерах гласила: «Душевые»)[2].
3. Избиения и издевательства по дороге в газовые камеры были в порядке вещей.

## Ликвидация лагеря
До весны 1943 г. были извлечены все трупы из могильных рвов (в том числе из противотанкового, по прямому назначению так никогда и не использовавшегося) и сожжены. Территория лагеря засажена деревьями и кустарником, а на её части устроена сельскохозяйственная ферма.
12 января 1945 года лагерь был освобождён Красной Армией.

## Воспоминания заключённых
- Willem Lodewijk Harthoorn, Verboden te sterven, Van Gruting, 2007, ISBN 978-90-75879-37-7
- Johannes Teunissen, Mijn belevenissen in de Duitse concentratiekampen, Kok, 2006, ISBN 978-90-435-0367-9